# Arsenura pelias
Arsenura pelias är en fjärilsart som beskrevs av Jordan 1911. Arsenura pelias ingår i släktet Arsenura och familjen påfågelsspinnare. Inga underarter finns listade i Catalogue of Life.